# Susana Rodríguez
Pour les articles homonymes, voir Rodríguez.
Susana Rodríguez Gacio, née le 4 mars 1988 à Vigo dans la province de Pontevedra (Galice), est une paratriathlète espagnole concourant dans la catégorie PTVI pour les athlètes ayant une déficience visuelle. Elle est sacrée championne paralympique avec sa guide Sara Loehr lors des Jeux de 2020.

## Biographie
Née en 1988atteinte d'albinisme, elle possède moins de 10 % de vision, ce qui fait qu'elle est légalement considérée comme aveugle. Malgré sa cécité, elle fait des études de kinésithérapie à Pontevedra dans le Campus de Pontevedra et de médecine à l'Université de Saint-Jacques-de-Compostelle et se spécialise dans la médecine physique et la rééducation des patients.
Aux Jeux paralympiques d'été de 2016, elle participe aux triathlon avec sa guide, l'ancienne caporale Mabel Gallardo. Elle remporte également deux médailles de bronze aux Championnats du monde de paratriathlon en 2014 à Edmonton et 2015 à Chicago.
En 2020, elle est en première ligne pour combattre la pandémie de Covid-19 en Espagne Pour ça, elle fait la couverture du Time en juillet 2020. Dans le même temps, elle apprend qu'elle est atteinte d'une maladie cardiaque génétique. Pour ses seconds Jeux en 2021, Susana Rodríguez monte sur la plus haute marche du podium et remporte le triathlon PTVI avec sa guide Sara Loehr. C'est la première médaille d'or remportée en triathlon par l'Espagne aux Jeux paralympiques. Elle participe également au 1 500 m T11 où elle termine à la 5e place.